# جواهر القرآن (كتاب)
جواهر القرآن ودرره، كتاب للإمام أبو حامد الغزالي، يبيّن فيه أسرار القرآن ومقاصده. والكتاب لا يعتبر تفسيرا للقرآن، بل هو شرح لعلوم القرآن، وبيان تفضيل بعض آي القرآن على بعض، وسرد ما سماه الغزالي بجواهر القرآن، ثم سرد ما سماه دُرر القرآن.

## أقسام الكتاب
قسم الغزالي كتابه إلى ثلاثة أقسام هي:
1. المقدمات والسوابق: وهو يشتمل على تسعة عشر فصلاً ذكر منها أسرار الفاتحة، وكيفية انشعاب علم الأولين منه والآخرين، ومعنى اشتمال القرآن على الكبريت الأحمر، والترياق الأكبر، والمسك الأذفر، وسر السبب الداعي إلى نظم جواهر القرآن في سلك واحد، ونظم درره في سلك آخر.
2. المقاصد: ويشتمل هذا القسم على لُباب آياته القرآن وهي نمطان النمط الأول في الجواهر، النمط الثاني في الدرر وهو ما ورد فيه بيان الصراط المستقيم والحث عليه.
3. اللواحق: ومقصودة حصر جمل المقاصد الحاصلة من هذه الآيات، وهو مُنعطف على جملة الآيات، وينقسم إلى أربعة أقسام هي المعارف، والأعمال الظاهرة، الأخلاق المذمومة والأخلاق المحمودة.[1]

## الطبع
طُبع في مكة سنة 1302 هـ، بمباي بالهند سنة 1301 هـ، القاهرة سنة 1320 هـ (طبع فرج الكردي - مطبعة كردستان)، المطبعة التجارية 1352 هـ / 1933 م وطبع مؤخرا باعتناء سالم شمس الدين - المكتبة العصرية (بيروت - صيدا) 1427 هـ / 2008 م.